# Rupes Nigra

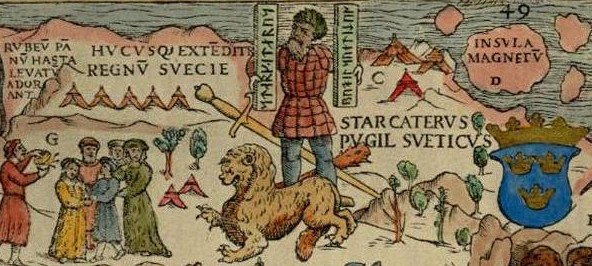
Parte della Carta marina di Olao Magno (1539), raffigurante la posizione del nord magnetico su unInsula Magnetu[m] («isola dei magneti» in latino), grosso modo al largo dell'attuale Murmansk.

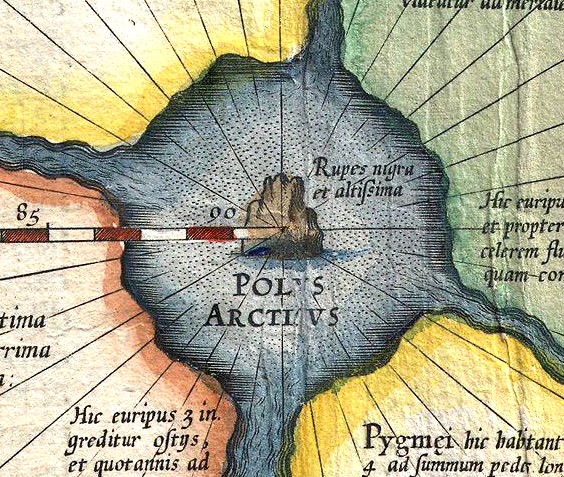
Dettaglio della mappa dell'Artico di Mercatore (edizione del 1620 ca.), raffigurante la Rupes Nigra al polo nord, circondata da quattro grandi isole.

La Rupes Nigra era una presunta isola fantasma, costituita da una gigantesca montagna di roccia nera magnetica, con una circonferenza di circa 180 chilometri, che si ergeva al centro del mare polare, nella posizione occupata dal polo nord. Questo magnetismo risolveva la questione del perché le bussole puntassero verso nord. Alla base della montagna le acque erano squarciate da vortici possenti che facevano defluire gli oceani verso il centro della Terra, intorno al quale si situavano quattro paesi separati.
I particolari della roccia nera, dei gorghi e dei quattro paesi sono reperibili sul mappamondo di Martin Behaim, ma la loro rappresentazione più famosa è quella di Gerardo Mercatore, che trattò l'idea in una piccola vignetta sulla sua mappa del 1569 accompagnandola con una legenda in cui spiegava la fonte delle sue informazioni: il diario di viaggio di un frate e matematico francescano di Oxford che nel 1360 esplorò la regione dell'Atlantico settentrionale per conto di Edoardo III d'Inghilterra. Del suo libro Inventio Fortunata non è sopravvissuta alcuna copia, ma si conoscono stralci delle sue pagine grazie all'Itinerarium di Jacobus Cnoyen che ne fornisce un riassunto. Apprendiamo così che l'Inventio Fortunata era uno straordinario lavoro di immaginazione. Mercatore ripete la descrizione del polo nord riportando sulla mappa: «...asseriva che le acque di questi quattro bracci di mare erano trascinate verso l'abisso con tale violenza che nessun vento era abbastanza forte per riportare indietro le navi che vi si erano avventurate; in ogni caso, in quel punto la forza del vento non è mai sufficiente nemmeno per far girare le pale di un mulino per il grano». Ciò sembrava andare d'accordo con una scena simile descritta dallo storico Giraldus Cambrensis a proposito delle meraviglie dell'Irlanda:
Mercatore ampliò la sua visione dell'Artico con una mappa dedicata, più grande, del suo atlante del 1595, dove raffigura al centro l'isola-montagna magnetica «Rupes Nigra», descritta in una lettera a John Dee del 1577 come «nera e luccicante», «alta come le nuvole» e circondata da un mare tempestoso. Su questa mappa figurano altri elementi degni di particolare nota, come le inclusioni di Groclant a sud-ovest del polo, della Frislanda nell'angolo in alto a sinistra e di un'altra roccia magnetica a nord del polo, all'imboccatura dello stretto di Anián, nonché l'iscrizione sulla porzione di terra direttamente a sud-est del polo, che recita: «Qui vivono pigmei la cui statura non va oltre il metro e venti».
Athanasius Kircher incorpora l'idea nel suo Mundus Subterraneus, suggerendo che il sistema del flusso d'acqua della Terra possa essere paragonabile a quello del corpo umano. Secondo la sua teoria, i mari scorrevano attraverso lo stretto di Bering per immettersi nel mitico vortice del polo nord, dove, percorrendo «ignoti recessi e canali tortuosi», le acque si riversavano all'interno della Terra per poi erompere al polo sud.